# Phomopsis platanoidis
Phomopsis platanoidis är en svampart som först beskrevs av Mordecai Cubitt Cooke, och fick sitt nu gällande namn av Died. 1912. Phomopsis platanoidis ingår i släktet Phomopsis och familjen Diaporthaceae.   Inga underarter finns listade i Catalogue of Life.